# ولندران (کلیبر)

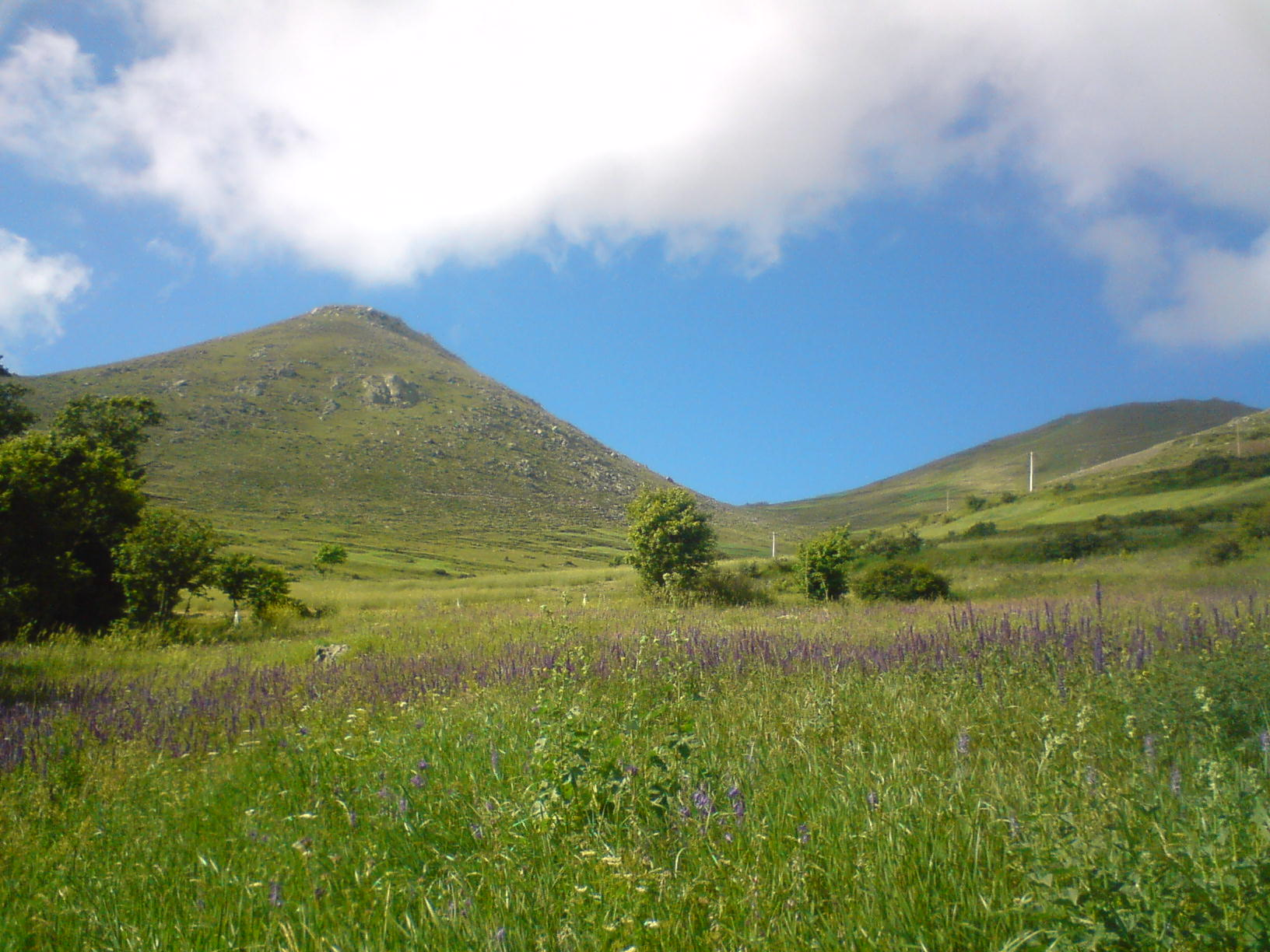
ولندران

ولندران یکی از زیباترین روستاهای استان آذربایجان شرقی است که در دهستان پیغان‌چایی بخش مرکزی شهرستان کلیبر واقع شده‌است.
طبق آخرین سرشماری مرکز آمار ایران که در سال ۱۳۸۵ صورت گرفته‌است، این روستا با جمعیتی بالغ بر ۲۲۵ نفر دارای ۴۴ خانوار می‌باشد.